# Остров Гофмана
О́стров Го́фмана — остров архипелага Земля Франца-Иосифа. Наивысшая точка острова — 64 метра. Административно относится к Приморскому району Архангельской области России.

## Расположение
Остров Гофмана расположен в северо-восточной части Земли Франца-Иосифа, в 7 километрах к востоку от острова Райнера (отделён от него проливом Руслан) и в 17 километрах к северо-западу от острова Ла-Ронсьер (отделён проливом Берёзкина).

## Описание
Остров Гофмана имеет вытянутую округлую форму. Расстояние от восточного мыса Сугробова до западного мыса Андрэ составляет 13 километров, ширина острова достигает 5 километров. За исключением северо-восточной прибрежной зоны и скалистого мыса Андрэ на западе остров полностью покрыт льдом. В свободных ото льда районах здесь (как и на соседних островах в северо-восточной части архипелага) на поверхность выходят отложения, относящиеся к нижнему и среднему триасу (в то время как в других частях Земли Франца-Иосифа такие отложения скрыты на большой глубине).

### Близлежащие малые острова
У северного побережья острова Гофмана расположено несколько малых безымянных островков.

## История
Остров открыт в апреле 1874 года австрийским топографом и полярным исследователем Юлиусом Пайером (один из руководителей австро-венгерской полярной экспедиции 1872—1874 гг. на пароходе «Тегетхоф»), который в марте-мае 1874 года во главе небольшого отряда, передвигавшегося на санях и нартах, обследовал северную часть Земли Франца-Иосифа. Назван в честь известного русского геолога, минералога, географа и путешественника Эрнста Гофмана (1801—1871).